# 标准马
标准马是美国的一个马种，以其马车赛能力而闻名。在这种比赛中，该品种的马采用小跑或顺边跑的方式来比赛。标准马是在北美开发的，并在世界范围内得到了认可，其血统可以追溯到18世纪的英格兰。它们健壮、体型好，性格也好。除了马车赛之外，标准马还被用于各种马术活动，包括马展和休闲骑马，特别是在美国中西部和东部以及南安大略。

## 历史

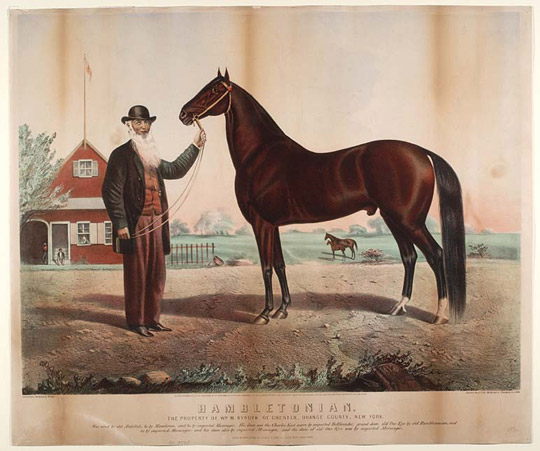
汉普尔顿10号

在17世纪，首次小跑比赛在美国举行，通常在鞍具跑马场进行。然而，到18世纪中叶，小跑比赛成为正式项目，用的是套挽具的马。为标准马品种贡献基础血库的品种包括纳拉甘西特顺边马、加拿大马、纯种马、诺福克小跑马、哈克尼马和摩根马。
标准马的基础血统可追溯到1780年在英国出生的一匹名为信使的纯种马。它是1788年进口到美国的灰色种公马。它的后代有很多平地赛马，但最有名的是它的曾孙汉普尔顿10号，也被称为雷斯迪克的汉普尔顿（Rysdyk's Hambletonian）。汉普尔顿10号生于1849年，被认为是标准马这一品种的祖先，所有的标准马都是从它继承而来。汉普尔顿10号是一匹母马与诺福克小跑马繁育出来的，母马和马驹被威廉·雷斯迪克（William Rysdyk）购得。雷斯迪克是一位农场主，来自纽约州，他成功地让三岁的小马与其它马匹同场竞技。这匹马总共繁育了1,331个后代，其中有40匹能在2分半之内小跑完一英里。
另一个有影响力的祖先是1777年出生的纯种马Diomed。Diomed的孙子纯种马美国之星（American Star）于1822年出生，其后代母马美国之星14号（American Star 14）繁育出了汉普尔顿10号，从而影响了标准马的开发。当这项运动开始流行时，人们通过更多的选育，生产出更快的挽具小跑马。

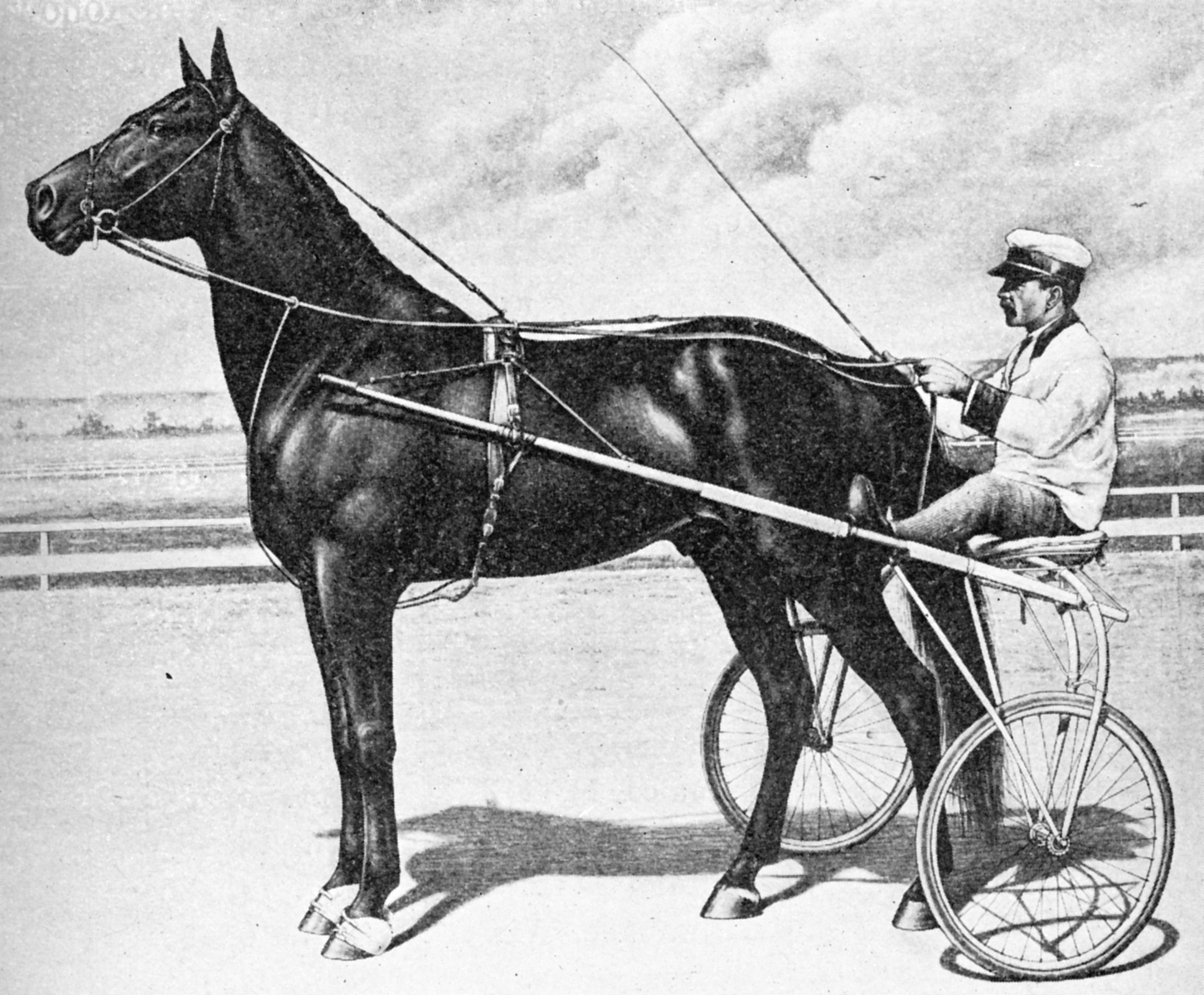
丹·帕奇，重要的标准马顺边祖先，约1900年

标准马的品种注册机构由全国小跑马育种者协会（National Association of Trotting Horse Breeders）于1879年在美国成立。之所以使用该名称，是因为育种的“标准”要求，即能在一定时间内小跑或顺边跑完一英里。每一匹标准马都必须能够在2分半之内小跑完一英里。今天，许多标准马都比这个原始标准更快，甚至有几匹能在1分钟50秒之内顺边跑完一英里，而小跑马只比顺边马慢几秒钟。小跑马与顺边马的血统稍有不同，但它们都能追溯到汉普尔顿10号。

## 特征

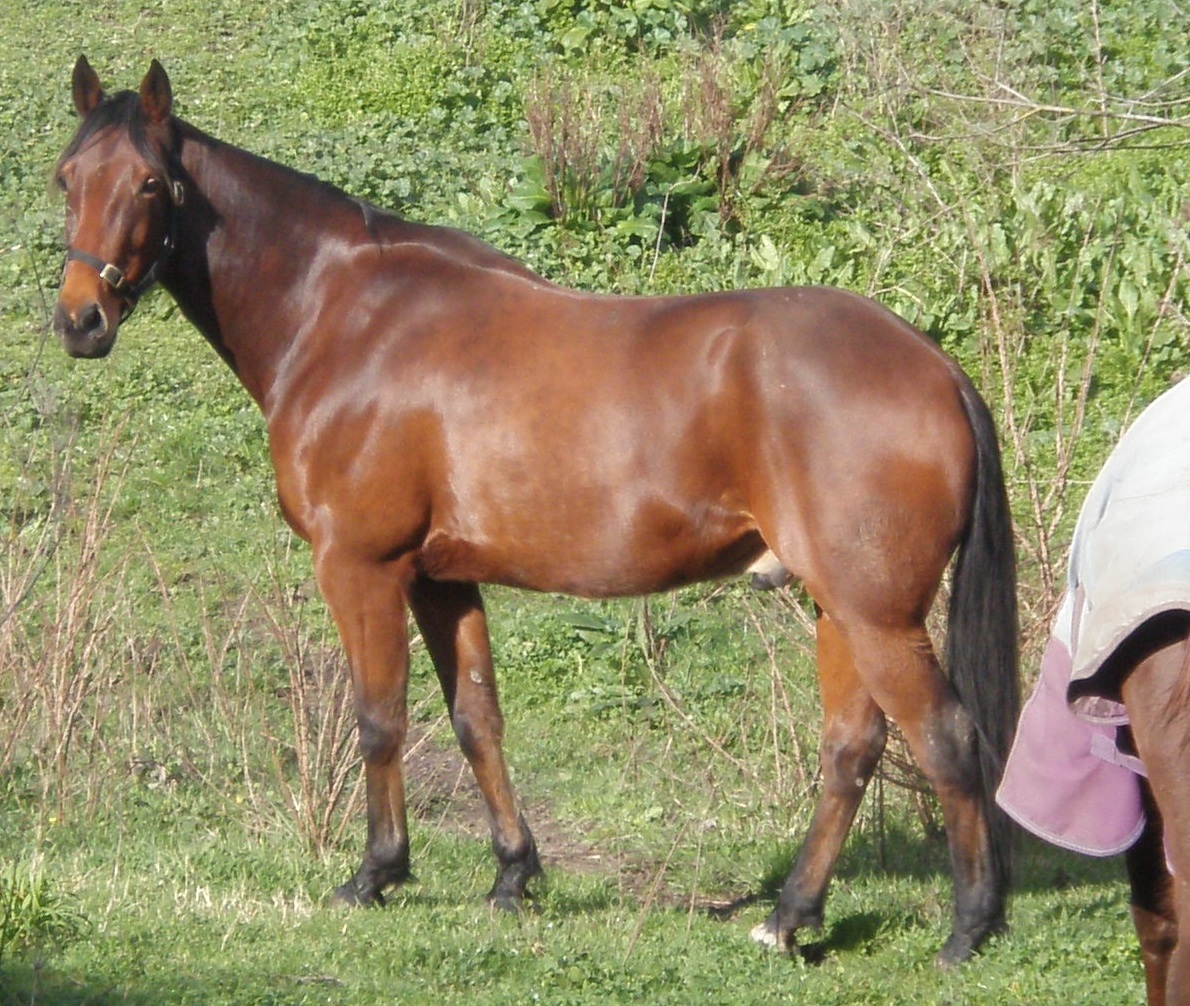
标准马的体型比纯种马更重，但仍显示出品质和精致。

与纯种马相比，标准马的肌肉更强壮，身体更长。标准马的性格更温顺，因为它们的比赛比纯种马比赛涉及到更多的策略和更多的速度变化。标准马被视为是以人为本的、易于训练的马匹。
它们的身材通常比纯种马重一点，但腿部精致、结实，肩膀和后躯强壮。标准马的身高范围很广，从14至17手距（56至68英寸；142至173），尽管大多数介于15至16手距（60至64英寸；152至163）之间。它们通常是枣色、棕色或黑色，但也有其它颜色，例如栗色，也存在灰色和沙色的。
标准马的体重通常在800至1,000英磅（360至450）。它们的头部精致而笔直，额头宽大，鼻孔大，嘴浅。典型的标准马身体较长，马肩隆轮廓清晰，肩部结实，肌肉又长又厚，有助于其向前迈大步。标准马的脖子肌肉发达，应该略微弯曲，长度中等或较长。它们的腿部肌肉发达而结实，蹄通常非常结实而耐用。
个别的标准马倾向于小跑或顺边跑。小跑马的首选步态是小跑，即对角的两条腿同步移动；当右前腿向前移动时，左后腿也向前移动，反之亦然。顺边跑是两拍的同侧步态；顺边马的前腿与同侧的后腿一起移动。不过，该品种也能使用其它步态，包括半跑，但这种步态在挽具赛中会受到惩罚。
该品种的小跑和顺边跑能力与基因DMRT3的单点突变有关，该基因在脊髓神经元的I6子分区中表达；该区域负责协调控制肢体运动的运动网络。点突变通过为终止密码子编码，导致基因的早期终止，从而改变该转录因子的功能。

## 用途

### 马车赛
标准马以其在马车赛中的技巧而闻名，是世界上最快的小跑马。由于速度快，标准马经常被用来提升世界各地其它品种的挽具赛马，例如奥尔洛夫小跑马和法国小跑马。
在澳大利亚、加拿大、新西兰、英国和美国，会举办一些比赛，小跑马和顺边马都可以参加。在欧洲大陆，所有的马车赛，只允许小跑马参加。北美小跑马的主要比赛包括：两岁龄的彼得·霍顿纪念赛（Peter Haughton Memorial）和三岁龄的世界小跑德比（World Trotting Derby）、扬克斯小跑赛、汉普尔顿赌马和肯塔基未来赛。汉普尔顿有时被称为“马拉车赛的肯塔基德比”（Kentucky Derby of Harness Racing）。小跑三皇冠由扬克斯小跑赛、汉普尔顿赌马和肯塔基未来赛组成。

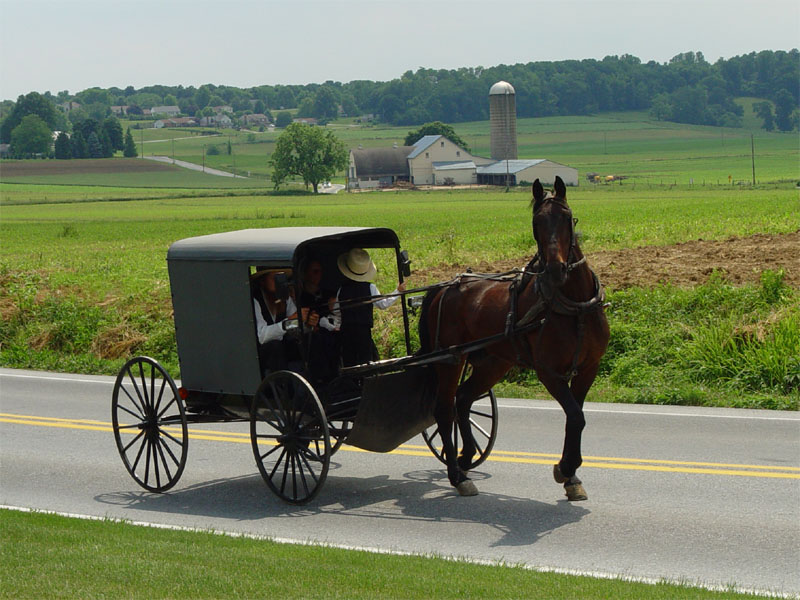
标准马拉着阿米什马车。

北美一些主要的顺边马赛包括：两岁龄的伍德罗·威尔逊（Woodrow Wilson）和大都会赌马（Metro Stake），以及三岁龄的小棕壶、草原地顺边赛、北美杯和阿迪奥斯顺边赛。小棕壶、信使赌马和凯恩顺边赛组成了顺边三皇冠。澳大利亚和新西兰的主要比赛包括：新西兰小跑杯、奇迹英里顺边赛和自治领际系列赛。
1968年，新西兰种卡迪根湾成为有史以来第一匹获得了100万美元的标准马，也是世界上第九匹获此殊荣的赛马（前八匹都是纯种马）。它在美国颇受欢迎，并作为“百万美元的马”，与“斯坦利舞蹈家”一起出现在《埃德·沙利文秀》上。

### 其它用途

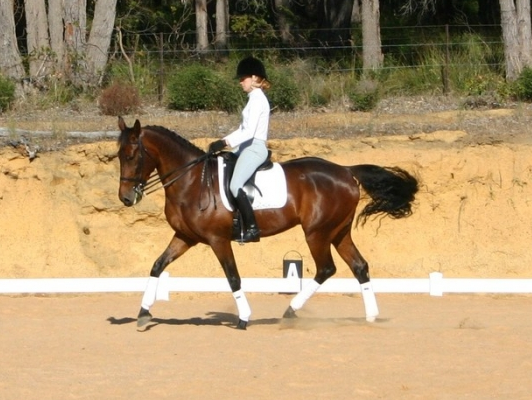
标准马在表演盛装舞步。

标准马也用于马展和休闲骑马。它们也受到了阿米什人的欢迎，被用来拉轻型马车，以避免使用机动车。许多退休的标准马，在诸如标准马娱乐马组织（Standardbred Pleasure Horse Organization）等组织的帮助下，找到了离开赛场后的第二职业。
该品种非常擅长跳跃，使它们适合运动马的狩猎座位、场地障碍赛、猎人表演和三日赛等项目。该品种也出现在盛装舞步中，它们出色的气质使它们适合小道骑行和牧场。
另外，由于该品种的遗传学，还可以鼓励和训练它们使用平稳的缓行步态，特别是rack和顺边走。在美国，步态标准马的数量正在稳步增长，一些种马场致力于繁殖具有这种特征的马匹。标准马在澳大利亚也作为耐力马而受到欢迎，从20km的社交骑马和40km的训练骑马，到80km的耐力骑马。它们以坚硬而致密的骨骼、适当的体型，以及长时间、舒适地保持高速度小跑的能力而闻名。该品种友好及易管理的脾气，也使其广受欢迎。这些特点对于不希望驯服专用阿拉伯马的骑手来说尤其具有吸引力，因为阿拉伯马通常更难驾驭。